# Susanna Moodie
Pour les articles homonymes, voir Moodie.
Susanna Moodie (née Strickland le 6 décembre 1803 – 8 avril 1885) est une écrivaine britanno-canadienne surtout connue pour avoir écrit sur sa vie au Canada, alors colonie britannique.

## Biographie
Susanna Moodie naît à Bungay (Royaume-Uni). Elle est la plus jeune fille d'une famille d'écrivains. Elle a notamment pour sœurs Agnes Strickland, Jane Margaret Strickland (en) et Catharine Parr Traill.
Moodie écrit son premier livre pour enfant en 1822. Elle publie également à la même époque d'autres livres pour enfants qui traitent de sujets tels Spartacus et Jugurtha. Elle s'implique également dans la Anti-Slavery Society à Londres, transcrivant notamment des œuvres de Mary Prince. Le 4 avril 1831, Susanna Moodie épouse John Moodie (en), un officier à la retraite ayant servi lors des guerres napoléoniennes. En 1832, le couple et leur fille émigrent au Haut-Canada. La famille s'installe sur une ferme dans le canton de Douro, près de Lakefield, au nord de Peterborough. 
Moodie poursuit son écriture et ses lettres et journaux relatent la vie coloniale ontarienne, dont des éléments concernant les traditions amérindiennes, le climat, la vie sauvage et les relations entre la population canadienne et les colons américains récemment établis. Son style réaliste de la vie coloniale est souvent comparé à celui de la romancière américaine Caroline Kirkland qui a décrit les conditions de vie rudes, voire violentes des pionniers de la frontière de l'Ouest sauvage. 
En 1840, Moodie déménage à Belleville.
En 1852, elle publie Roughing it in the Bush (en), son plus grand succès. L'année suivante, elle publie Life in the Clearings Versus the Bush.

## Œuvre

### Romans
- Mark Hurdlestone – 1853
- Flora Lyndsay – 1854
- Matrimonial Speculations – 1854
- Geoffrey Moncton – 1855
- The World Before Them – 1868

### Poésie
- Patriotic Songs – 1830 (with Agnes Strickland)
- Enthusiasm and Other Poems – 1831

### Livres
- Spartacus – 1822
- The Little Quaker
- The Sailor Brother
- The Little Prisoner
- Hugh Latimer – 1828
- Rowland Massingham
- Profession and Principle
- George Leatrim – 1875

### Mémoires
- Roughing it in the Bush (en) – 1852
- Life in the Backwoods; A Sequel to Roughing it in the Bush
- Life in the Clearings Versus the Bush – 1853

### Lettres
- Letters of a Lifetime – 1985 (edited by Carl Ballstadt, Elizabeth Hopkins, and Michael Peterman)